# Peder Bagge
Peder Halstensson Bagge (till Söderby), död efter 1599, var en svensk ämbetsman och sjöofficer. Han var son till Halsten Bagge och bror till Bengt Halstensson Bagge, Anders Bagge och Bröms Bagge. Bagge härstammade från Småland, men kom genom giftermål med Ingrid Kyle i besittning av Söderby i Örtomta socken, Östergötland, där han kom att ha sitt stamgods.
Peder Bagge var antagligen identisk med den person som 1556 förordnades som hövitsman för en fänika västgötasoldater. 1563 var han hövitsman ombord på Kalmarbarken, 1564 på Sankt Erik och deltog som sådan i Första slaget vid Ölands norra udde, samt 1565 och 1566 på Svenske Hector. Som befälhavare på Hector deltog han bland annat i Sjöslaget vid Bornholm och Tredje slaget vid Ölands norra udde. Han efterträdde 21 september 1566 Klas Kristersson (Horn) som befälhavare över stora flottan. Han erhöll uppdraget som befälhavare över flottan även 1567, men ådrog sig kungens missnöje då han på grund av storm på Östersjön tvingats återvända till Stockholm. 
Efter Johan III:s maktövertagande kom Bagge att erhålla den nye kungens förtroende. Han sändes 1569 till Finland för att utrusta flottan där, och blev 12 mars befallningsman på Viborgs slott. Han utsågs att delta i den beskickning som skulle avgå till Ryssland, men entledigades från uppdraget i sista stund, något som han troligen skattade sig lycklig för då sändebuden kom att hållas fångna och förnedras under tre års tid. År 1570 blev han på nytt befälhavare på Svenska Hektor. Ställningen till Johan III kom snart att försämras. 
Sommaren 1569 avslöjades en komplott till förmån för Erik XIV, och Peder Bagge och hans bröder kom att misstänkas för delaktighet. Då uppror hade förekommit i Småland 1573, kom misstankarna att falla på Peder och hans bröder att misstänkas som anstiftare, och order utfärdades om att de skulle arresteras om de inte dök upp på den sammankallade riksdagen. Alla bröderna dök dock upp på riksdagen och avlade trohetsförsäkran. I samband att brodern Bengt 1577 verkligen ertappades med stämplingar arresterades Peder av Hogenskild Bielke och förhördes, men släpptes så småningom då man inte kunde bevisa honom ha begått något brott. 
På grund av misstankarna kom dock Peder Bagge inte att erhålla några högre tjänster. Först 1590, möjligen på grund av hertig Karls nyvunna inflytande över politiken utsågs Peder till befälhavare över trupperna i Öster- och Västerbotten för att med dessa företa krigståg mot de ryska områdena vid Vita havet. Samma år anlade han fästet Uleåborg vid Ule älv. 1591 blev han även befallningsman över området. Den nyanlagda fästningen kom till nytta 1592, då ryssarna genomförde en vedergällningsexpedition för en ny expedition utförd av Peder Bagges son Sven Persson Bagge 1591. Ryssarna vågade sig aldrig på en stormning av fästet, utan drog sig tillbaka. 
I början av 1593 återvände Bagge till Östergötland. I striderna mellan Sigismund och hertig Karl ställde sig Peder Bagge odelat på hertig Karls sida. Han deltog i riksdagarna i Söderköping 1595 och Arboga 1597 och sändes efter riksdagens slut till Östergötland för att införskaffa försäkringar om efterlevnad av riksdagens beslut. Samma år utsågs han till medhjälpare åt hövitsmannen Johan Gabrielsson Oxenstierna och till häradshövding i Bankekinds härad. År 1598 erhöll han befälet av "lilla krigsflottan" i Östgötaskären och utskrev 1599 sjöfolk i Östergötland.
Peder Bagge begravdes i Örtomta kyrka.

## Familj
Gift med Ingrid Klasdotter Kyle, dotter till riksrådet Klas Påvelsson Kyle och änka efter Lydert Eriksson Slatte.
Med okänd kvinna:
1. Sven Pedersson (Bagge) var inte äkta son, men en naturlig son till Peder Halstensson Bagge. Han erhöll eget sköldebrev 1590, och blev stamfader för adliga ätten Bagge af Söderby.[1]